# Paul van Loon
Paulus Stephanus Elisabeth Lambertus Maria (Paul) van Loon (Geleen, 17 april 1955) is een Nederlands kinderboekenschrijver en zanger. Muziek brengt hij meestal uit in combinatie met een boek. Het genre dat hij beoefent noemt hij zelf grumor: griezelen met humor. Zijn bekendste boeken zijn de reeks over Dolfje Weerwolfje en de reeks De griezelbus. Van beide zijn ook een musical en een film gemaakt. Ook de reeks over Raveleijn behoort na het verschijnen van de televisieserie en de parkshow in de Efteling tot zijn bekendere creaties. Naast deze boekenreeks schreef hij voor de Efteling ook nog een boek over de attractie Danse Macabre, de opvolger van het Spookslot, waarin het verhaal bij deze attractie wordt verteld.
Van Loon heeft meer dan honderd boeken geschreven. Zijn boeken zijn behalve in Nederland en België ook in andere landen uitgegeven waaronder Duitsland, Frankrijk, Italië, Denemarken, Estland, Letland, Zweden, Spanje, Japan en Engeland.

## Biografie
In zijn jeugd had Van Loon al belangstelling voor fantasie-griezelverhalen. Zo las hij de boeken van Tolkien, Bram Stoker, en H.P. Lovecraft, maar ook verhalen over lokale sagen en legenden zoals Het Limburgs Sagenboek. Hij had niet de intentie om schrijver te worden, maar ging na de middelbare school een opleiding tot illustrator volgen aan de Kunstacademie in Den Bosch. Van Loon voltooide deze studie niet. Wel bedacht hij voor zichzelf geregeld verhalen bij de tekeningen die hij tijdens zijn studie maakte. Nadat hij in 1977 een van deze verhalen had opgestuurd naar het Brabants Nieuwsblad, kreeg hij het verzoek om meer verhalen te schrijven, omdat zijn eerste populair bleek bij lezers. Van Loon ging op dit verzoek in en schreef meer verhalen. Ook andere bladen en tijdschriften toonden belangstelling voor zijn werk, zoals Donald Duck (weekblad), Okki, Taptoe en Ezelsoor.
In 1983 verscheen Van Loons eerste boek. Aanvankelijk illustreerde hij zijn boeken zelf, maar naarmate hij zich meer en meer op het schrijven ging richten, namen andere tekenaars dit werk over. Veel van zijn boeken zijn geïllustreerd door Hugo van Look. Begin jaren 90 werd Van Loon benoemd tot voorzitter van het Griezelgenootschap. In 1997 schreef hij het kinderboekenweekgeschenk LYC-DROP, dat later uitkwam onder de titel Wolven in de stad.
Naast schrijver is Van Loon ook gitarist. Hij had met collega-schrijver-gitarist Bies van Ede een eigen band waarmee hij de cd De Magische Griezeltoer opnam. Na het vertrek van Van Ede werd de band omgedoopt tot Paul van Loon & Ander Gespuis, welke in augustus 2011 werd opgeheven na de dood van toetsenist Rick Duijn. In 2012 richtte hij de kinderboekenband "Paul van Loon & Andere Snuiters" op.
Van Loon is getrouwd en heeft een dochter.
Hij woont in Drunen.

## Onderscheidingen
Op 23 februari 2008 werd hij in Burgers' Zoo in Arnhem onderscheiden en benoemd tot Officier in de Orde van Oranje-Nassau.
In juni 2009 won Van Loon voor de 10e keer de Prijs van de Nederlandse Kinderjury.

## Bekroningen
- 1993 - Tip van de Nederlandse Kinderjury 7 t/m 9 jaar voor Bang voor vampiers?
- 1993 - Tip van de Nederlandse Kinderjury 13 t/m 16 jaar voor Gezicht in de mist
- 1994 - Tip van de Nederlandse Kinderjury 6 t/m 8 jaar voor Weg met die krokodil!
- 1995 - Tip van de Nederlandse Kinderjury 10 t/m 12 jaar voor De griezelbus 2
- 1995 - Tip van de Nederlandse Kinderjury 12 t/m 16 jaar voor De griezelbus 2
- 1996 - Prijs van de Nederlandse Kinderjury 6 t/m 9 jaar voor Meester Kikker
- 1996 - Prijs van de Nederlandse Kinderjury 10 t/m 12 jaar voor Nooit de buren bijten
- 1996 - Tip van de Nederlandse Kinderjury 13 t/m 16 jaar voor Nooit de buren bijten
- 1996 - Pluim van de maand juli voor Ik wil zo graag een spook
- 1997 - Prijs van de Nederlandse Kinderjury 10 t/m 12 jaar voor De griezelbus 3
- 1997 - Venz Kinderboekenprijs voor De Griezelbus 3
- 1997 - Tip van de Nederlandse Kinderjury 13 t/m 16 jaar voor De griezelbus 3
- 1998 - Tip van de Nederlandse Kinderjury 10 t/m 12 jaar voor Dolfje Weerwolfje
- 1998 - Prijs van de Nederlandse Kinderjury 6 t/m 9 jaar voor Dolfje Weerwolfje
- 1998 - Tip van de Nederlandse Kinderjury 10 t/m 12 jaar voor Lyc-drop
- 1999 - Tip van de Nederlandse Kinderjury 10 t/m 12 jaar voor De griezelbus 4
- 2000 - Prijs van de Nederlandse Kinderjury 6 t/m 9 jaar voor Volle maan
- 2000 - Tip van de Nederlandse Kinderjury 10 t/m 12 jaar voor De griezelbus 0
- 2001 - Tip van de Nederlandse Kinderjury 6 t/m 9 jaar voor De grijpgrip
- 2004 - Prijs van de Nederlandse Kinderjury 6 t/m 9 jaar voor Weerwolvenbos
- 2004 - Kids' Choice award van Nickelodeon voor Weerwolvenbos
- 2005 - Genomineerd door de Nederlandse Kinderjury 6 t/m 9 jaar voor Paniek in de Leeuwenkuil
- 2006 - Prijs van de Nederlandse Kinderjury 6 t/m 9 jaar voor Boze drieling
- 2006 - Tip van de Nederlandse Kinderjury 6 t/m 9 jaar voor De griezelbus 6
- 2006 - Tip van de Nederlandse Kinderjury 10 t/m 12 jaar voor De griezelbus 6
- 2007 - Prijs van de Nederlandse Kinderjury 6 t/m 9 jaar voor Weerwolvenfeest
- 2007 - Eremedaille van de Nederlandse Kinderjury
- 2008 - Geridderd tot Officier in de Orde van Oranje Nassau
- 2008 - Prijs van de Nederlandse Kinderjury 6 t/m 9 jaar voor Weerwolfgeheimen
- 2009 - Tip van de Nederlandse Kinderjury 10 t/m 12 jaar voor De griezelbus 7
- 2009 - Prijs van de Nederlandse Kinderjury 6 t/m 9 jaar voor Dolfje Sneeuwwolfje
- 2010 - Tip van de Nederlandse Kinderjury 6 t/m 9 jaar voor Een weerwolf in de leeuwenkuil
- 2011 - Dolfje Weerwolfje door de kinderen van Nederland en Vlaanderen uitgeroepen tot Grootste Kinderboekenheld
- 2012 - Pluim van de Senaat van de Nederlandse Kinderjury voor Raveleijn
- 2025 - De prijs van de Kinderjury 10 t/m 12 jaar voor Danse Macabre... Het begin

## Boekverfilmingen
- 2005 - De Griezelbus
- 2010 - Foeksia de Miniheks
- 2011 - Dolfje Weerwolfje
- 2011 - Raveleijn (televisieserie)
- 2013 - De Leeuwenkuil (televisieserie)
- 2016 - Meester Kikker
- 2016 - Het verhaal van De Sprookjessprokkelaar (YouTubekanaal van de Efteling)

## Bestseller 60
| Boeken met noteringen in de Nederlandse Bestseller 60 | Jaar van verschijnen | Datum van binnenkomst | Hoogste positie | Aantal weken | Opmerkingen                                      |
| ----------------------------------------------------- | -------------------- | --------------------- | --------------- | ------------ | ------------------------------------------------ |
| Weerwolvenbos                                         | 2003                 | 30-08-2003            | 12              | 5            |                                                  |
| Boze drieling                                         | 2005                 | 17-09-2005            | 7               | 8            |                                                  |
| De griezelbus 6                                       | 2005                 | 03-12-2005            | 41              | 3            |                                                  |
| Dolfje weerwolfje vakantieboek                        | 2006                 | 15-07-2006            | 45              | 3            |                                                  |
| Dolfje weerwolfje                                     | 2006                 | 14-10-2006            | 27              | 16           |                                                  |
| Leeuwenroof                                           | 2006                 | 14-10-2006            | 22              | 2            |                                                  |
| Weerwolvenfeest                                       | 2006                 | 14-10-2006            | 28              | 3            | met cd                                           |
| Weerwolfgeheimen                                      | 2007                 | 13-10-2007            | 3               | 9            |                                                  |
| Volle maan                                            | 2008                 | 01-03-2008            | 45              | 3            |                                                  |
| De griezelbus 7                                       | 2008                 | 11-10-2008            | 18              | 2            |                                                  |
| Een weerwolf in de leeuwenkuil                        | 2009                 | 26-09-2009            | 4               | 10           |                                                  |
| Dolfje sneeuwwolfje                                   | 2009                 | 17-10-2009            | 52              | 2            |                                                  |
| Zilvertand                                            | 2010                 | 13-02-2010            | 52              | 1            |                                                  |
| Weerwolfbende                                         | 2010                 | 18-09-2010            | 7               | 7            |                                                  |
| Foeksia de miniheks                                   | 2010                 | 16-10-2010            | 11              | 5            |                                                  |
| Raveleijn                                             | 2011                 | 16-04-2011            | 16              | 4            | gebaseerd op de Efteling-attractie Raveleijn     |
| Superdolfje                                           | 2011                 | 24-09-2011            | 2               | 18           |                                                  |
| Weerwolfnachtbaan                                     | 2012                 | 29-09-2012            | 6               | 12           |                                                  |
| Weerwolfhooikoorts                                    | 2013                 | 24-08-2013            | 6               | 12           |                                                  |
| Foeksia klaar voor de start                           | 2013                 | 28-09-2013            | 9               | 4            |                                                  |
| Foeksia en de hoed van Sinterklaas                    | 2013                 | 02-11-2013            | 24              | 5            |                                                  |
| Een mini-heks in het weerwolvenbos                    | 2014                 | 26-04-2014            | 19              | 2            |                                                  |
| MeerMonster                                           | 2014                 | 24-09-2014            | 6               | 10           |                                                  |
| Foeksia en het heksenfeest                            | 2014                 | 08-10-2014            | 37              | 2            |                                                  |
| Weerwolfgeheimen                                      | 2015                 | 07-10-2015            | 3               | 9            |                                                  |
| Weerwolvensoep                                        | 2015                 | 14-10-2015            | 13              | 2            |                                                  |
| MaanMysterie                                          | 2016                 | 12-10-2016            | 17              | 2            |                                                  |
| Ravelijn. De bende van de Witte Veer                  | 2015                 | 14-06-2017            | 58              | 2            |                                                  |
| GriezelWielen                                         | 2017                 | 04-10-2017            | 11              | 4            |                                                  |
| Foeksia en het spookhuis                              | 2017                 | 11-10-2017            | 32              | 1            |                                                  |
| De griezelbus 1                                       | 2016                 | 11-10-2017            | 55              | 1            |                                                  |
| Dolfje en Noura                                       | 2018                 | 10-10-2018            | 14              | 2            |                                                  |
| Dolfje ontvoerd!                                      | 2019                 | 09-10-2019            | 12              | 2            |                                                  |
| De Drakenberg                                         | 2020                 | 07-10-2020            | 22              | 2            |                                                  |
| Weerwolfraket                                         | 2021                 | 10-03-2021            | 52              | 1            |                                                  |
| Maanrovers                                            | 2021                 | 13-10-2021            | 25              | 3            |                                                  |
| SuperDolfje en de Groene Gigant                       | 2022                 | 12-10-2022            | 16              | 2            |                                                  |
| Ravelijn. Het bloed van de laatste draak              | 2023                 | 04-10-2023            | 36              | 3            |                                                  |
| Vuurmaan                                              | 2024                 | 09-10-2024            | 56              | 1            |                                                  |
| Danse Macabre                                         | 2024                 | 30-10-2024            | 5               | 11           | gebaseerd op de Efteling-attractie Danse Macabre |

## Trivia
- Van Loon dook in 1995 even op in het boek Bloedrode Kamers van collega-griezelboekenschrijver Eddy C. Bertin. In een hoofdstuk van dat boek komt hij een lezing op de school van hoofdpersonage Valentina geven. Wanneer Valentina een vraag stelt aan Van Loon, herkent hij haar uit een van Bertins werken.
- Van Loon en diens boek Het griezelhandboek worden vernoemd in een ander werk van Eddy C. Bertin, ook uit de Valentinareeks. In het boek Dorstige Schaduwen probeert Valentina Van Loon te bellen om advies te vragen over vampiers. Hij is niet thuis, maar Valentina krijgt zijn Golem aan de lijn.
- Van Loon maakt deel uit van Het Forum van A tot Z, 28 bekende Nederlanders, onder wie prinses Laurentien, die zich inzetten voor alfabetisering en leesbevordering.
- In 2011 opende pretpark de Efteling het openluchttheater Raveleijn, "waar raven ruyters zullen zijn". Het verhaal daarachter en het boek erover werden door Van Loon geschreven. Naar aanleiding hiervan zond RTL 4 in 2011 een gelijknamige 12-delige serie uit. Deze serie werd op dvd uitgebracht.
- In 2012 zat Van Loon in de jury van het RTL-programma Stabilo Spellingstrijd.
- In 2013 zond de TROS de 10-delige serie De Leeuwenkuil uit, die gebaseerd was op de boeken Paniek in de Leeuwenkuil, Een weerwolf in de Leeuwenkuil en Lang leve de Leeuwenkuil.